# Pressió selectiva
En la teoria de l'evolució, el concepte de pressió selectiva designa un fenomen que es tradueix en una evolució de les espècies vivents sotmeses a determinades condicions ambientals. En certa manera, es poden veure aquestes condicions ambientals com una força que empeny l'espècie a transformar-se en una direcció donada, i d'aquí ve el terme «pressió».
Es poden distingir dos tipus principals de pressió selectiva:
- les pressions selectives exercides pels altres éssers vius de l'ecosistema, anomenades "pressions biòtiques" (predadors, paràsits, competidors, etc.)
- les pressions selectives causades per factors no vivents (com la composició química del medi ambient, la temperatura, etc.), anomenades "pressions abiòtiques".

Les condicions de vida extremes dels deserts són un exemple de pressió selectiva abiòtica: per tal de protegir-se de la calor i la deshidratació, les espècies que ocupen aquest nínxol ecològic han desenvolupat, per exemple, mecanismes de regulació de la temperatura interna del cos.
Les solucions a les quals han arribat diferents espècies sotmeses a pressions selectives idèntiques a vegades són tan semblants que es parla d'evolució convergent. N'és un exemple el perfil hidrodinàmic molt similar dels taurons i els dofins; mentre que els primers són peixos cartilaginosos, els segons són mamífers marins, però els dos grups d'espècies estan sotmesos a pressions selectives similars que afavoreixen els individus que es mouen de la manera més eficaç al medi aquàtic.
A posteriori, les pressions es reflecteixen en les adaptacions que presenta una espècie determinada al llarg de la seva evolució. Tanmateix, cal recordar que són els individus els que estan sotmesos a les pressions selectives, i no pas l'espècie en si, cosa que seria una forma de selecció de grup. De fet, les pressions selectives poden ser interespecífiques, és a dir, entre individus d'una mateixa espècie. És per exemple el cas de la selecció sexual: una pressió selectiva important i relativament estesa entre els vertebrats es manifesta per una tendència dels mascles a augmentar la seva massa corporal, i en efecte els mascles més grans tenen un major èxit reproductiu.
Finalment, cal destacar que les múltiples pressions selectives que s'exerceixen sobre els individus d'una espècie poden tenir efectes antagonistes. Per exemple, la selecció sexual afavoreix els paons mascles que tenen una cua exuberants, però la selecció natural, a través de l'amenaça dels predadors, afavoreix els individus més capaços de moure's eficaçment i dissimular-se en el medi.